# Und Meyer sieht mich freundlich an
Und Meyer sieht mich freundlich an ist ein Couplet aus dem Jahre 1901. Von Kurt Tucholsky wurde es als das „klassische“ Berliner Couplet bezeichnet.
Die Musik stammt von dem Wiener Operetten-Komponisten Leo Fall, der damals Hauskomponist des Berliner Kabaretts „Die bösen Buben“ war. Dessen Gründer, Rudolf Bernauer, schrieb den Text, in dem ein junger Mann in der Kneipe mit der hübschen und offenbar vernachlässigten Ehefrau eines reichen Industriellen anbändelt, der daneben sitzt und ihn dabei – anscheinend nichts ahnend – freundlich ansieht. Dies bleibt auch bei den sich hieraus ergebenden Schäferstündchen so – nur hängt der gehörnte Ehemann Meyer dabei als gemaltes Porträt an der Wand.
Die Erstinterpretation stammt von dem Wiener Komiker und Operettensänger Joseph Giampietro. Eine frühe Plattenaufnahme wurde von Robert Koppel gesungen. Aus den 1970er Jahren stammen Versionen von Entertainer Peter Frankenfeld (1975) und Schlagersänger Graham Bonney.